# Budníček větší
Budníček větší (Phylloscopus trochilus) je malý druh zpěvného ptáka z čeledi budníčkovitých (Phylloscopidae).

## Taxonomie
Budníček větší byl popsán Carlem Linném v roce 1758 pod rodovým jménem Motacilla. Do rodu Phylloscopus byl pak přeřazen v roce 1826.
Tvoří 3 poddruhy:
- Phylloscopus trochilus trochilus (Linnaeus, 1758) – hnízdí v Evropě s výjimkou severní Skandinávie (v rozmezí od Pyrenejí severně až po Alpy), zimuje v západní Africe.
- Phylloscopus trochilus acredula (Linnaeus, 1758) – hnízdí v severní Skandinávii východně až po západní Sibiř, zimuje ve střední Africe.
- Phylloscopus trochilus yakutensis (Ticehurst, 1935) – hnízdí ve východní Sibiři, zimuje ve východní a jižní Africe.

## Popis

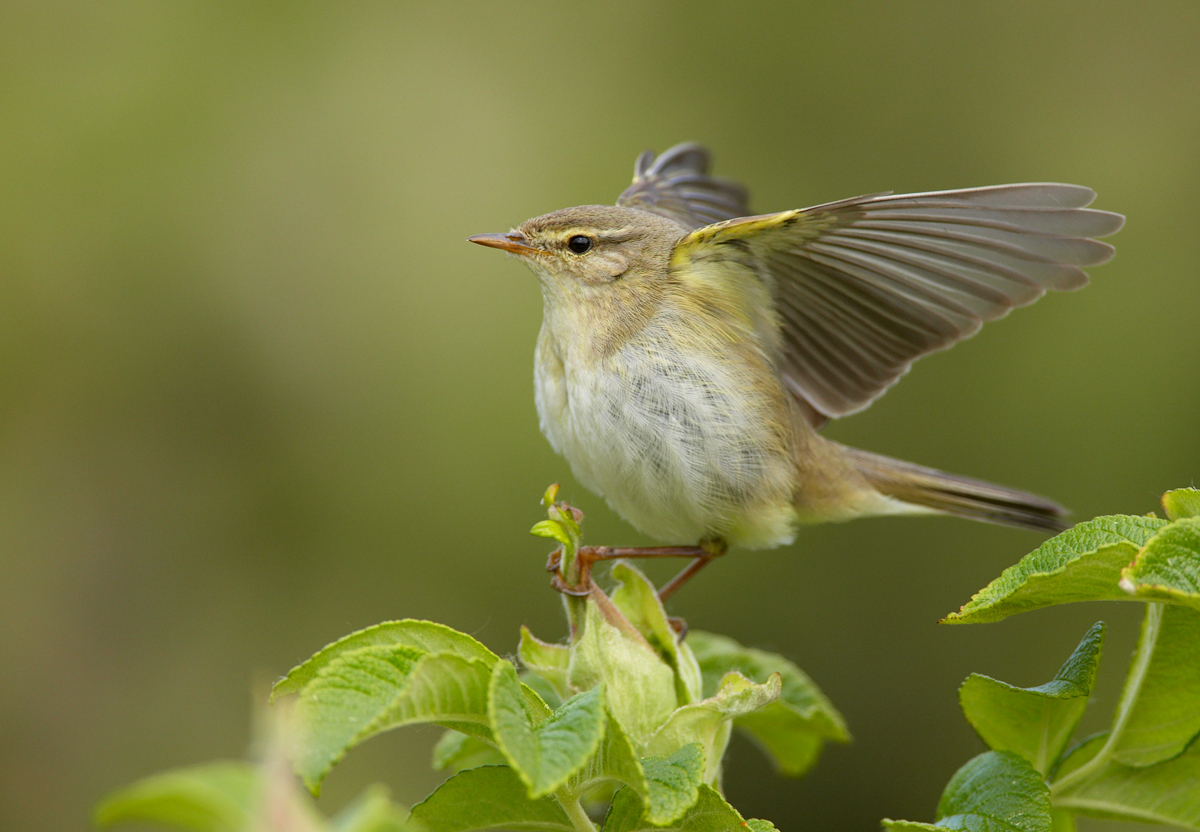
Budníček větší

Je o něco menší než vrabec, dorůstá délky 11–12,5 cm, v rozpětí křídel měří 17–22 cm a váží 7–15 g. Svrchu je zelenohnědý, spodinu těla má špinavě bílou až nažloutlou. Obě pohlaví se zbarvením nijak neliší, mladí ptáci mají v porovnání s dospělci žlutější spodinu těla. Velmi se podobá blízce příbuznému budníčkovi menšímu (P. collybita), od kterého se liší světlejšíma hnědavýma nohama, delším světlejším zobákem a delšími primárními letkami.

## Hlas
Vábí dvouslabičným stoupavým „hýit“. Zpěv se skládá z řady jednoduchých opakovaných melancholických hvízdavých zvuků, jejichž výška pozvolně klesá. Připomíná trochu pěnkavu obecnou.

## Rozšíření
Hnízdí na rozsáhlém území Evropy a také v Asii, kde zasahuje až po východní Sibiř. Je tažný se zimovišti v subsaharské Africe. Poddruh Phylloscopus trochilus yakutensis přitom každoročně podniká migrace dlouhé až 13 000 km (zřejmě i více) z jihovýchodní Sibiře do jižní Afriky. Zde se zastaví v Keni nebo Tanzanii, kde některé migrující skupiny zůstanou, přičemž jiné po odpočinku pokračují dál do jižní subsaharské Afriky. Migrační cesta trvá obvykle 4 měsíce. Budníček větší k navigaci využívá informace ze slunce a dokáže měřit úhel sklonu magnetického pole Země. V České republice, kde se vyskytuje od března do října, hnízdí od nížin po 1700 m n. m.

## Početnost
Evropská populace je odhadována na 40 milionů párů, v České republice hnízdí v počtu 500 000–1 000 000 párů. V posledních letech jeho početnost na našem území mírně klesá.

## Biotop
Přednostně se zdržuje v mladých otevřených lesích s hustým podrostem a stromy mladšími 10–20 let, proniká však také do parků a zahrad. Největších populačních hustot dosahuje v místech s vodními prvky a hojným porostem bříz, olší, vrb, kapradí a nízkého ostružiní, v kterém staví hnízda.

## Potrava
Živí se hmyzem, jeho larvami, pavouky a na podzim také různými plody.

## Hnízdění

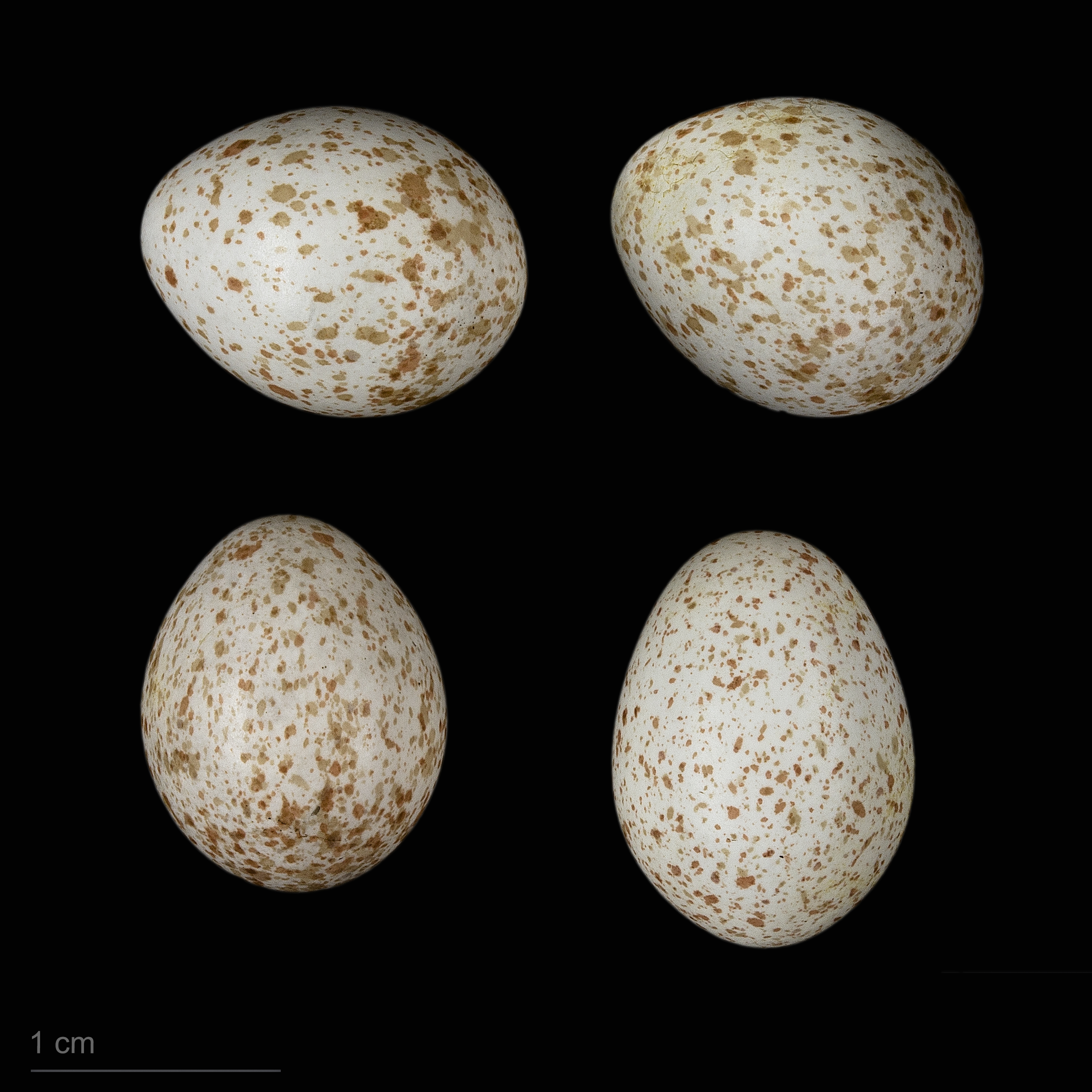
Phylloscopus trochilus

Ve střední Evropě hnízdí 1× ročně od května do srpna. 
Kulovité hnízdo s bočním vchodem bývá umístěno na zemi v hustém keři nebo trávě. Stavebním materiálem jsou stébla, listy, mech apod., výstelka kotlinky je tvořena jemným rostlinným materiálem. Na rozdíl od budníčka menšího má v hnízdě jen málo peří, nebo tam nemá žádné. V jedné snůšce je 4–8 světlých, červenohnědě skvrnitých, 15,2×12,2 mm velkých vajec, na jejichž 12–14denní inkubaci se podílí samotná samice. Mláďata hnízdo opouštějí po 13–14 dnech. Pohlavně dospívají již v prvním roce života a ve volné přírodě se dožívají průměrně 2 let. Nejvyšší zjištěný věk je 11,8 let.